# Fernando Valderrama Martínez
Fernando Valderrama Martínez (Melilla, 12 de noviembre de 1912-Madrid, 25 de septiembre de 2004), arabista, musicólogo, historiador, lexicógrafo y pedagogo español, padre del diplomático Fernando Valderrama Pareja.

## Biografía
De familia de origen granadino, inició sus estudios de Bachillerato y Magisterio en Melilla y se matriculó a distancia en la Universidad de Granada, donde se licenció en Filosofía y Letras, Sección de Filología Semítica. Se doctoró en la Universidad de Madrid el 14 de diciembre de 1951 con Premio Extraordinario de Doctorado. El tema escogido fue el cancionero árabe más completo de la tradición oral andalusí-magrebí, el Kunnaš al-Hā’ik (Cancionero de al-Hā’ik), escrito en el siglo XVIII por un tetuaní de origen andalusí, Muhammad al-Husayn al- Hā’ik al-Tiṭwānī al-Andalusī. Esta obra la dedicó a su maestro, el arabista Emilio García Gómez, y fue publicada en Tetuán (protectorado español de Marruecos) en 1954.
Completó sus estudios en las lenguas árabe y bereber y distintos dialectos del Rif, en el Centro de Estudios Marroquíes de Tetuán. En esta ciudad residió durante veintiséis años trabajando primero como maestro, y más tarde como catedrático, consejero y Asesor-Jefe de la Enseñanza Marroquí de la Delegación de Educación y Cultura Española del Protectorado Español en Marruecos. Empezó a publicar sobre didáctica de la lengua marroquí (Formación profesional del marroquí, Melilla, 1934; Estado actual de la enseñanza marroquí, Ceuta, 1938). Además, sentó las bases de los manuales didácticos sobre la lengua española, la árabe y los dialectos del norte de Marruecos (Método de lengua española para marroquíes, Tetuán, 1948-52; Método de árabe dialectal marroquí, Tetuán, 1951-1952; Temas de educación y cultura, Tetuán, 1954, etc.). Fue profesor de políticos e intelectuales marroquíes de prestigio, como Muhammad Benaisa, exministro de Cultura y Asuntos Exteriores; Larbi Messari, exministro de Comunicación; Mohamed Melahi, exalcalde de Asila y prestigioso pintor, y el periodista y poeta Mohamed Chakor, quien definió al Maestro como "un tetuaní de corazón y de adopción". A Tetuán dedicó, además, trabajos científicos como Palacio califal de Tetuán (historia y epigrafía), Tetuán, 1954; o Culto a las fuentes de Tetuán, Tetuán, 1955. También escribió artículos sobre las tradiciones cultas y populares del Rif, publicados en revistas locales, así como sobre el patrimonio musical andalusí en la Escuela Marroquí, que le llevaron a presentar su tesis doctoral en esta área del arabismo y la musicología. En esa decisión de investigar sobre la música andalusí de tradición culta pesó mucho su gran amistad con el historiador tetuaní Muhammad Dawúd, erudito y conocedor de este legado musical, que atesoraba una de las bibliotecas privadas más ricas de Marruecos. Sin duda, las tertulias que compartió con los amigos tetuaníes en la biblioteca del Profesor Muhammad Dawúd y aquellos fondos documentales fueron fundamentales para confeccionar sus trabajos.
Escribió además una importante Historia de la acción cultural de España en Marruecos, 1912-1956, Tetuán: Editora Marroquí, 1956. Dejó Tetuán en 1956 al concluir el Protectorado Español en la zona. En Madrid fue catedrático de Lengua Árabe en la Escuela Universitaria de Estudios Empresariales y entre 1957 y 1961 realizó un amplio trabajo en el programa de alfabetización para adultos, cuyos resultados fructificarían en su obra Cómo planificar una campaña de alfabetización de adultos en árabe, publicada en Túnez, en 1959. Entre 1961 y 1973 trabajó como funcionario en el Sector de la Educación de la UNESCO, en París. Asimismo, desempeñó distintas misiones de alfabetización en Túnez y algunos países de Hispanoamérica y publicó nuevas obras y artículos en el campo de la lengua, la literatura, la música, el sufismo y la cultura árabe, hispano-árabe y bereber, en general.
En la década de los 80, destaca su trilogía de diccionarios: Glosario árabe-español de términos diplomáticos (800 voces), Madrid, 1980; Glosario español-árabe y árabe-español de términos económicos, financieros y comerciales, Madrid, 1986 y Glosario español de términos diplomáticos, políticos y de reuniones internacionales, Madrid, 1988. Trabajó hasta su jubilación en 1982 en la sede de la Escuela Diplomática, desempeñando su labor como Secretario de la Comisión Española de Cooperación con la UNESCO. Además dirigió la revista de información de la Comisión y más tarde, en 1995, publicó la Historia de la UNESCO, prologada por Federico Mayor Zaragoza. Entre otros méritos notables, Fernando Valderrama fue Presidente de la Asociación Española de Orientalistas (1983-1990); Director del Boletín de dicha asociación (1990-1998) así como Presidente de Honor (1990-2004); Miembro de Honor de Instituciones relacionadas con la cultura árabe y la educación. Como reconocimiento a su trabajo recibió numerosas condecoraciones españolas, latinoamericanas y árabes. Entre ellas, la Gran Cruz de Alfonso X el Sabio, y la Encomienda de Número de la Orden de la Mehdauía de Marruecos. Perdió a su mujer Asunción Pareja Gómez en 1999 supuso un golpe definitivo que acabó con su fallecimiento cinco años después en 2004. Ese mismo año la Asociación Española de Orientalistas le dedicó un homenaje que se publicó en el Boletín de la asociación, editado por la Universidad Autónoma de Madrid. 
En 2006 la Agencia Española de Cooperación Internacional publicó una selección de sus separatas: Homenaje a Fernando Valderrama Martínez. Selección de sus separatas, edic. de M.ª Victoria Alberola. Dejó su archivo, con casi mil documentos, a la biblioteca de la sección árabe del Instituto de Cooperación Internacional (ICI).

## Distinciones honoríficas
- Gran Cruz de la Orden Civil de Alfonso X el Sabio (1982).

## Obras
- Formación profesional del marroquí, Melilla, 1934.
- Estado actual de la enseñanza marroquí, Ceuta, 1938.
- Método de lengua española para marroquíes, Tetuán, 1948-52.
- Método de árabe dialectal marroquí, Tetuán, 1951-1952.
- Temas de educación y cultura, Tetuán, 1954, etc.
- Palacio califal de Tetuán (historia y epigrafía), Tetuán, 1954.
- Kunnaš al-Hā’ik ("Cancionero de al-Hā’ik"), Tetuán, 1954.
- Culto a las fuentes de Tetuán, Tetuán, 1955.
- Historia de la acción cultural de España en Marruecos, 1912-1956, Tetuán: Editora Marroquí, 1956.
- Cómo planificar una campaña de alfabetización de adultos en árabe, Túnez, 1959.
- El mundo árabe en la Unesco. Madrid, 1975.
- Glosario árabe-español de términos diplomáticos (800 voces), Madrid, 1980.
- Glosario español-árabe y árabe-español de términos económicos, financieros y comerciales, Madrid, 1986.
- Glosario español de términos diplomáticos, políticos y de reuniones internacionales, Madrid, 1988.
- Historia de la UNESCO, 1995.
- Homenaje a Fernando Valderrama Martínez. Selección de sus separatas, edic. de M.ª Victoria Alberola, Madrid, AECI, 2006.